# Einsatzgruppe H
El Einsatzgruppe H era uno de los Einsatzgruppen, escuadrones de la muerte paramilitares de la Alemania nazi, un grupo de operaciones especiales de más de 700 soldados, que fue creado a finales de agosto de 1944 para deportar o asesinar a los judíos restantes en Eslovaquia tras la represión alemana de la Insurrección Nacional Eslovaca. Durante sus siete meses de existencia, el Einsatzgruppe H colaboró estrechamente con las Divisiones de Emergencia de la Guardia de Hlinka y arrestó a 18.937 personas, de las cuales al menos 2.257 fueron asesinadas; otros miles fueron deportados a campos de concentración nazis (principalmente Auschwitz). Entre las víctimas se encontraban judíos, romaníes, partisanos eslovacos y opositores políticos reales o supuestos. Una de las unidades que la componían, el Einsatzkommando 14, cometió las dos masacres más grandes de la historia de Eslovaquia, en Kremnička y Nemecká.

## Antecedentes
El 14 de marzo de 1939, el Estado eslovaco proclamó su independencia bajo la protección de la Alemania nazi. Según el Museo del Holocausto de los Estados Unidos, la persecución de los judíos fue "fundamental para la política interna del estado eslovaco". Entre el 26 de marzo y el 20 de octubre de 1942, alrededor de 57.000 judíos, dos tercios de los judíos en Eslovaquia en ese momento, fueron deportados. Solo unos pocos cientos sobrevivieron a la guerra. En 1943, la derrota en Stalingrado volvió a muchos eslovacos contra el régimen alineado con el Eje, y el gobierno se negó a continuar con las deportaciones. Ahora era evidente para la población eslovaca que Alemania no ganaría la guerra, y las altas bajas en el Frente Oriental hicieron que muchos eslovacos y grandes sectores del ejército se volvieran contra el régimen fascista; muchos se retiraron a las montañas y formaron grupos partisanos. Preocupada por el aumento de la resistencia y sospechando la lealtad de los eslovacos, Alemania invadió Eslovaquia, precipitando la Insurrección Nacional Eslovaca, que estalló el 29 de agosto de 1944.
La Oficina Central de Seguridad del Reich (RSHA) asignó al Einsatzgruppe H para implementar la Solución Final en Eslovaquia y deportar o asesinar a los 25.000 judíos étnicos que quedaban en Eslovaquia. La mayoría de ellos eran conversos al cristianismo, en matrimonios mixtos, considerados esenciales para la economía o protegidos por otras exenciones que habían impedido su deportación en 1942. Debido al avance del Ejército Rojo en Polonia, los nazis querían deportar a los judíos restantes de Eslovaquia a Auschwitz lo antes posible, ya que el campo cerraría sus cámaras de gas en noviembre.

## Formación
El Einsatzgruppe H y sus dos unidades principales, los Einsatzkommandos 13 y 14, se formaron en Brno (en el Protectorado de Bohemia y Moravia) tras el estallido de la Insurrección Nacional Eslovaca, el 28 o 29 de agosto. Su comandante era el SS-Obersturmbannfuhrer Joseph Witiska. Otras unidades alemanas se encargaron de la represión militar del levantamiento; El principal objetivo del Einsatzgruppe H era implementar la Solución Final en Eslovaquia. Con este fin, intervino con el gobierno eslovaco y la vida pública, llevó a cabo acciones militares contra los partisanos, participó en redadas y cometió masacres. La unidad también presentó informes periódicos y detallados a Berlín sobre todos los aspectos de la vida en Eslovaquia, incluida la situación militar, los judíos, la opinión pública y la cultura. Excedió su mandato al apuntar a otros grupos, incluidos los partisanos y los romaníes.

## Papel militar
El general de las SS Gottlob Berger, que fue nombrado comandante militar alemán en Eslovaquia para reprimir el levantamiento, y sus superiores en Berlín, creían que los partisanos serían derrotados en unos pocos días, a pesar de las advertencias de Karl Hermann Frank y otros. Se enviaron muy pocas tropas alemanas, por lo que el Einsatzgruppe H fue reclutado para acciones militares activas, centrándose en desarmar las unidades del ejército eslovaco que se percibían como poco fiables. Debido a su incapacidad para reprimir el levantamiento, Berger fue llamado después de tres semanas y el general Hermann Höfle lo reemplazó. Banská Bystrica, el cuartel general de los rebeldes, cayó el 27 de octubre y los partisanos cambiaron su estrategia hacia la guerra de guerrillas.

## Operaciones contra los judíos
Dos días después del estallido de la rebelión, Witiska se reunió con Berger; el embajador de Alemania en Eslovaquia, Hans Ludin; Erich Ehrlinger de la RSHA; y Erwin Weinmann, el comandante de las SS y el SD en el Protectorado. El objeto de esta reunión fue discutir cómo implementar una "solución radical" (en alemán: radikalen Lösung) a la "cuestión judía" en Eslovaquia.
La mayoría de los judíos fueron capturados durante redadas; o fueron encarcelados en prisiones locales o llevados a la oficina del Einsatzgruppe H en Bratislava, desde donde fueron enviados al campo de concentración de Sereď para su deportación. En muchos casos, las autoridades locales proporcionaron listas de judíos. Para entonces, los judíos sabían que la deportación significaba una probable muerte, por lo que muchos intentaron huir, esconderse o evitar el arresto. La actitud de la población local fue ambivalente; algunos arriesgaron sus vidas para esconder judíos, mientras que otros los entregaron a la policía.
Tras el levantamiento, el Einsatzgruppe H colaboró con las Divisiones de Emergencia de la Guardia de Hlinka (POHG) y una organización paramilitar local Volksdeutsche, laHeimatschutz (HS) para crear una atmósfera de terror en las zonas rurales de Eslovaquia, perpetrando ejecuciones públicas y masacres de judíos, romaníes y los sospechosos de apoyar a los partisanos. El éxito del Einsatzgruppe H se debió en gran parte a las denuncias y la cooperación de las POHG y la HS, pudieron hacerse pasar por partidarios debido a su conocimiento local y su capacidad para hablar eslovaco. Estos colaboradores participaron en las masacres, ayudaron con los interrogatorios y registraron las casas en busca de judíos escondidos.

## Organización
El Einsatzgruppe H estaba organizado jerárquicamente al igual que otras unidades de los Einsatzgruppen. Se dirigía desde una sede central en Bratislava, donde Witiska tenía una oficina en Palisády 42 con alrededor de 160 empleados. En su apogeo, la unidad tenía seis subunidades con sedes estacionarias: el Sonderkommando 7a, los Einsatzkommandos 13 y 14, y zb-V Kommandos 15, 27 y 29. De estas, los Einsatzkommandos 13 y 14 y el zb-V Kommando 27 se formaron recientemente mientras que las otras unidades habían sido transferidas de otras funciones. No todos estuvieron subordinados al Einsatzgruppe H durante la totalidad de sus actividades en Eslovaquia; por ejemplo, el zb-V Kommando 27, que operó en el este de Eslovaquia desde septiembre de 1944, estuvo subordinado a la oficina del SD en Cracovia hasta enero de 1945. A excepción del zb-V Kommando 15, disuelto en febrero, las unidades continuaron existiendo hasta la ocupación de Eslovaquia por el Ejército Rojo, momento en el que la mayor parte del personal huyó a Moravia. Más de 700 soldados sirvieron en el Einsatzgruppe H en un momento dado, aunque no se puede determinar el número exacto.
Desde el punto de vista organizativo, la unidad era parte de la Wehrmacht, pero nunca estuvo bajo el control operativo de la Wehrmacht. El 15 de noviembre de 1944, la unidad pasó al control del SD y dejó de llamarse oficialmente Einsatzgruppe H, pero la unidad mantuvo el mismo personal. Unos días más tarde, Witiska fue ascendido a jefe de la SiPo y el SD en Eslovaquia, pero mantuvo el control de la unidad.
Aunque los miembros de la unidad eran muy diversos en términos de edad, educación y afiliación al Partido Nazi, la mayoría tenía experiencia previa en operaciones de combate o de retaguardia. Algunos eran eslovacos.

### Einsatzkommando 13
El Einsatzkommando 13 fue comandado por Otto Koslowski, Hans Jaskulsky y luego Karl Schmitz. 446 judíos fueron detenidos en Eslovaquia occidental y central por el Einsatzkommando 13; Estuvieron recluidos en la prisión de Ilava antes de ser deportados de Žilina a campos de concentración en Alemania.
El 13 y 14 de septiembre, la unidad realizó una redada en Žilina y arrestó a cientos de judíos que estaban detenidos en Sereď e Ilava antes de su deportación a los campos de concentración, especialmente Auschwitz. Pocos sobrevivieron a la guerra.

### Einsatzkommando 14
El Einsatzkommando 14, comandado por Georg Heuser, era la unidad principal del Einsatzgruppe H. Heuser había sido el comandante de la SiPo en Minsk, donde había ayudado a organizar los fusilamientos masivos de judíos bielorrusos. El Einsatzkommando 14 avanzó detrás del Kampfgruppe Schill de las SS desde Nitra hasta Topoľčany, donde estableció un cuartel general temporal. A mediados de septiembre, la unidad se trasladó más al este hacia Baťovany y, tras la caída de Banská Bystrica a finales de octubre, se trasladó a esa ubicación.
La unidad fue responsable de 2.876 asesinatos, incluidas las masacres más grandes en territorio eslovaco: la masacre de Kremnička, con al menos 747 víctimas, y la masacre de Nemecká, con unas 900 víctimas. Estas masacres se cometieron en cooperación con el POHG y el HS.
- El 3 de septiembre, la unidad llevó a cabo una búsqueda de judíos ocultos en Topoľčany.[27]
- El 11 de septiembre de 1944, la unidad disparó contra 350 judíos en Nemčice (cerca de Topoľčany), entre ellos mujeres, niños y un bebé de cuatro meses.[19]
- El 3 de octubre, 48 personas recibieron disparos contra Martin por presuntas actividades partidistas.[19]
- El 24 de noviembre, la unidad detuvo a 109 romaníes de la aldea de Ilija, entre ellos mujeres y niños, que luego fueron fusilados en Kremnička.[19]
- El 12 de diciembre, 31 personas fueron sacadas de la prisión de Brezno y asesinadas en un campo cercano. Los cuerpos fueron enterrados en una zanja poco profunda y exhumados diez días después, después de que los alemanes fueron persuadidos de que era un peligro para la salud. Entre las víctimas había varios partisanos y toda una familia judía, incluido Ladislav Ferenc, de siete años.[31]
- En enero de 1945, cuatro supuestos guerrilleros fueron ahorcados en Zlaté Moravce.
- También en enero, siete judíos encontrados escondidos en Donovaly fueron fusilados junto con quien les había escondido, y la casa incendiada.[19]

### Einsatzkommando 29
El Einsatzkommando 29 y colaboradores locales cometieron la redada del 28 de septiembre en Bratislava, organizada por Alois Brunner. El 26 de septiembre, los alemanes atacaron el Centro Judío, obteniendo una lista de judíos, con la que prepararon el operativo. La noche del 28 de septiembre de 1600 o 1800 judíos en Bratislava fueron arrestados y retenidos en la sede del Consejo Judío hasta las 6 a. m., cuando fueron cargados en vagones de carga y transportados a Sereď, llegando a las 2 a. m. del 30 de septiembre. Fueron deportados al campo de concentración de Auschwitz más tarde ese mes, donde la mayoría fueron asesinados. En particular, las víctimas incluyeron a la mayoría de los líderes del Grupo de Trabajo, una organización de resistencia judía. Esta fue la redada más grande en Eslovaquia y un ejemplo de colaboración eslovaca. Después de la operación de septiembre, el Einsatzkommando 29 estableció una oficina en el antiguo Centro Judío (Edelgasse 6) para perseguir a los judíos escondidos. Cuando los judíos fueron capturados, fueron interrogados y torturados si no daban los nombres y direcciones de otros judíos escondidos. Los cuerpos de las víctimas que fueron torturadas hasta la muerte fueron arrojados al Danubio. Esto estaba compuesto en gran parte por miembros de la Heimatschutz.

## Resumen
Según los registros oficiales del Einsatzgruppe H, la unidad arrestó a 18.937 personas: 9.653 judíos, 3.409 "bandidos" (partisanos reales o presuntos), 2.186 desertores, 714 miembros de la resistencia, 172 romaníes y 546 más. De ellos, 2.257 fueron sometidos a Sonderbehandlung (ejecución sumaria). La unidad capturó a los líderes del levantamiento, los generales Jan Golian y Rudolf Viest, así como a algunos militares estadounidenses y británicos y soldados alemanes sospechosos de derrotismo u homosexualidad.
Después de la liberación de Eslovaquia por el Ejército Rojo, se descubrieron 211 fosas comunes con 5.304 víctimas disparadas por las fuerzas del Eje a finales de 1944 y principios de 1945; una cuarta parte de las víctimas eran mujeres y niños. Unas 90 aldeas fueron arrasadas. De los aproximadamente 25.000 judíos presentes en Eslovaquia al comienzo del levantamiento, 13.500 fueron deportados, la mayoría de los cuales murieron, y varios cientos fueron masacrados en Eslovaquia.

## Juicios
Witiska se suicidó estando prisionero de los estadounidenses en 1946, para evitar ser juzgado en Checoslovaquia. Koslowski, el comandante del Einsatzkommando 13, fue condenado a muerte por un tribunal checoslovaco y ejecutado en Brno en 1947. 22 de los oficiales fueron condenados, cuatro de ellos en Checoslovaquia por delitos cometidos en tierras checas, tres en Yugoslavia, dos en Polonia, y uno en Austria, Eslovaquia y Francia (el resto fueron condenados por Alemania), pero estas condenas fueron por otros delitos. La mayoría de los miembros de la unidad evitaron el enjuiciamiento por crímenes de guerra e hicieron carreras exitosas en Alemania Occidental.
Se abrieron quince procedimientos judiciales relacionados con la unidad en Alemania Occidental, la mayoría relacionados con la deportación y el asesinato de judíos eslovacos. Solo un hombre, Silvester Weiss, fue procesado por un tribunal alemán por delitos cometidos como parte de la unidad; nació el 27 de noviembre de 1925 en Eslovaquia y fue procesado con arreglo a la ley de menores en 1964. Tras ser declarado culpable de su participación en el asesinato de un rehén, fue puesto en libertad condicional y no cumplió ningún tiempo en prisión. Según la historiadora checa Lenka Šindelářová, parte de la falta de responsabilidad de los autores fue la falta de voluntad por parte de los investigadores alemanes, aunque la dificultad de obtener pruebas 20 años después del hecho y el plazo de prescripción también impidieron que los casos llegaran a juicio. Algunos otros miembros del Einsatzgruppe H fueron condenados como cómplices de asesinato por crímenes cometidos con otras unidades, pero estas sentencias fueron típicamente leves; una persona fue condenada a seis años de cárcel por el asesinato de 28.450 personas. Heuser, responsable de las masacres del Einsatzkommando 14, ascendió a un alto cargo en el servicio de policía de Alemania Occidental antes de ser condenado por ayudar en el asesinato de 11.000 personas en Minsk y sus alrededores como miembro de la Gestapo. Fue puesto en libertad después de cumplir seis años de una condena de 15 años.
El tema del Einsatzgruppe H fue poco estudiado hasta la publicación del libro de Šindelářová, Finale der Vernichtung: die Einsatzgruppe H in der Slowakei 1944/1945 (Fin del exterminio: el Einsatzgruppe H en Eslovaquia 1944/1945) en 2013. Se basó en su disertación en la Universidad de Stuttgart.